# 杉村新
杉村 新（すぎむら あらた、1923年6月28日 - 2025年3月1日）は、日本の地震学・地球物理学者。火山フロント(火山前線)の概念を初めて導入した人物で、上田誠也とともに弧状列島の火山、地震、テクトニクス研究を進めた。

## 来歴
東京府に生まれる。父は東京文理科大学学長の杉村欣次郎。祖父は外交官の杉村濬。伯父も外交官の杉村陽太郎。
旧制静岡高等学校を経て、東京帝国大学理学部地質学科に進学、1947年に卒業した。同年、東京大学助手となる。
1961年、「日本及びその附近における地球物理学的岩石学的諸現象の帯状配列」で理学博士の学位を東京大学より取得する。
1974年に神戸大学理学部教授となる。1987年に神戸大学を退職した。
杉村はプレートテクトニクスが日本では支配的ではなかった（地向斜造山論が主流だった）時代より、粘り強くこの学説の研究と普及に努めたことが、深田地質研究所による「深田賞」を2022年に受賞した際の顕彰理由に記されている。
2023年に100歳になった。
2025年3月1日死去。101歳没。

## 著書

### 単著
- 『大地の動きをさぐる』（絵・高田藤三郎）岩波書店《岩波科学の本》、1973年
- 『グローバルテクトニクス 地球変動学』東京大学出版会、1987年

### 共編著
- 『地質図の書き方と読み方』（藤田和夫・池辺穣との共著）古今書院、1955年
- 『弧状列島』（上田誠也との共著）岩波書店《現代科学選書》、1970年
- 『新編日本地形論』（吉川虎雄・貝塚爽平・太田陽子・阪口豊との共著）東京大学出版会、1973年
- 『世界の変動帯』（上田誠也との共編）岩波書店、1973年
- 『岩波講座地球科学 10 変動する地球 1 現在および第4紀』（笠原慶一との共編）岩波書店、1978年
- 『図説地球科学』（中村保夫・井田喜明との共編）岩波書店、1988年

## 論文
- <杉村新